# 経営工学
経営工学（けいえいこうがく、英: Engineering Management）は、人・材料・装置・情報・エネルギーを総合したシステムの設計・改善・確立に関する活動である。そのシステムから得られる結果を明示し、予測し、評価するために、工学的な分析・設計の原理・方法とともに、数学、物理および社会科学の専門知識と経験を利用する。

## 概論
経営工学は、インダストリアル・エンジニアリング（英: industrial engineering、IE）に由来し、企業や工場における生産性の向上を図るために生まれた学問分野である。フレデリック・テイラーが、作業方法とその管理の客観化、合理化を図ろうとした「科学的管理法」に端を発する。
研究や授業では、システムの例として生産管理システム、情報システム、プラントシステムを題材にしている。
経営工学を修めた者は、製造業、情報通信業へ就職する者が多くいる。仕事の内容としては、次のようなことをしていることが多い。
- 製造現場で作業分析をして、適切な計画を立てて指示をしたり手順書、ソフトウェアを作成をする。
- センサ、電子・電気理論、アクチュエーター、マイコン、プログラマブルロジックコントローラを活用して工場の生産効率を上げるプログラムの開発。
- 制御工学、物理、化学を利用した機械の設計や改善。

今後の一つ課題としては、評価基準の多様化の考慮がある。生産性の向上や時間効率だけでなく、その他諸々を考慮した研究が必要と思われる。例えば品質を高める課題として食品に異物が混入しないことが要求されたら、製造工程の後に検査工程を増やすことが考えられる。この作業は商品が完成するのに今までと比較して時間効率が下がることが予想される。また、人間による目視検査がよいのか、X線異物検査装置が良いのかを検討するとX線は生態系に問題がないのかということも検討する必要があったりするという具合である。
この他、環境問題、資源問題、労働環境、など評価基準が多様化、詳細化している。したがって、経営工学は学科の枠を超えた知識も必要とされている。

## 歴史

### 経之営之
孟子が梁の恵王に謁見した時の話に、「～経之営之～」と書かれている。ここでは、「経」を「測ること、測量すること」とし、「営」を「縄張りをする、縄張図を描く」の内容で書かれている。そのため「経営」の語源は、「経之営之」にあるとされている。

### 経営工学の誕生
1950年代に体系化した本が出版された。

### 科学的管理法
賃金問題を解決するために、はじまった分野とされている。作業時間の研究、指示書の導入がある。

### 制御・アルゴリズムの最適化
工場や事務所において作業分析をして指示書を書いているうちに、機械を制御して自動化したりコンピュータでプログラミングしたりして自動で計算させたりする研究が盛んに行われだした。

## 経営工学の対象領域
マネジメント技術に関わる広範囲な領域を対象とし、下記の学問分野を含む。
- 人に関する領域
  - 人間工学 - 作業研究 - 行動科学 - 認知心理学
- 材料・部品・製造に関する領域
  - 計測工学  - 生産工学 - 生産管理 - 品質工学 - 品質管理（QC）
- 装置に関する領域
  - 機械工学 - 信頼性工学 - 生産技術 - 制御工学 - ヒューマンマシンインタフェース
- 情報に関する領域
  - 情報科学 - 情報工学 - システム工学 - 統計学 - アルゴリズム - オペレーションズ・リサーチ（OR） - 人工知能 - データサイエンス
- エネルギーに関する領域
  - 電気工学 - 電子工学
- 組織に関する領域 
  - 経営学 - 経営システム工学 - 社会工学 - 社会システム工学 - 管理会計 - 原価計算 - 工業簿記 - マーケティング - ロジスティクス - サプライチェーン・マネジメント（SCM）
- 関連分野
  - 経済学 - 金融工学 - 経済工学 - サービス科学

## 経営工学科を置く大学
※学部は存在しない。

## 経営工学を専攻した有名人
- 逢沢一郎
- 安西祐一郎
- 稲垣嗣夫
- 遠藤紘一
- 尾崎元規
- 片山大介
- 北城恪太郎
- 山口明夫
- 窪塚俊介
- 桜井正光
- 佐々木幹夫
- 繁野麻衣子
- 重光宏之
- 髙桑宗右ヱ門
- 高橋真紀子
- 能勢豊一
- 鳩山由紀夫
- 藤村修
- 本髙克樹
- 森郁夫 (実業家)
- ロジャー・コーマン
- ニコール・ストット

## 経営工学に関連する法令
- 電気事業法　第六十九条一
第五章　登録安全管理審査機関、指定試験機関及び登録調査機関の登録の基準
- 電気事業法施行令 第七条
電気工作物検査官の資格
- 電気事業法の規定に基づく独立行政法人原子力安全基盤機構の検査等の実施に関する省令
- 人事院規則八―一八（採用試験）　別表第一　区分試験及び区分試験の対象となる官職（第四条関係）
区分試験　数理科学・物理・地球科学

## 経営工学に関連する資格
- 技術士試験(文部科学省　技術士分科会)
技術士試験において経営工学部門と総合技術監理部門が関係している。経営工学部門と総合技術監理部門の係わりは、経営工学分野のための教育認定制度とエンジニア資格制度を参考にするとよい。
- 情報処理技術者試験：IT共通知識体系では「情報化と経営」の分野に分類されている。
- 電気工事施工管理技術検定
国土交通省令で定められている学科として認められている大学がある。１級電気工事施工管理技術検定　指定学科